# Victor D'Hondt
Victor D'Hondt (20. listopadu 1841 – 30. května 1901) byl belgický právník, obchodník a matematik, také působil jako přednášející občanského práva na univerzitě v Gentu.
Je známý především v politologii svou metodou přepočítávání hlasů jednotlivým politickým subjektům získaných ve volbách, kterou představil v roce 1878. Dodnes je D'Hondtova metoda nejpoužívanějším nástrojem přepočítávání hlasů v demokratických režimech s proporcionálním (poměrným) systémem (jen v Evropě se používá ve 23 státech). I přes její častou aplikaci je tato metoda méně proporční nežli jiné metody (Sainte-Laguë, Hareova, Hagenbach-Bischoffova a Imperiali), tedy napomáhá především větším stranám na úkor menších.